# مک‌دونالد (اورگن)
مک‌دونالد (به انگلیسی: McDonald) یک منطقهٔ مسکونی در ایالات متحده آمریکا است که در شهرستان شرمن، اورگن واقع شده‌است. مک‌دونالد ۱۲۳٫۱۴ متر بالاتر از سطح دریا واقع شده‌است.